# Pedro Albizu Campos
Pedro Albizu Campos (12 de setembro de 1891 – 21 de abril de 1965) foi um advogado e político porto-riquenho, figura líder no movimento de independência de Porto Rico. Dotado em línguas, ele dominava seis, graduado da Escola de Direito de Harvard com a maior nota de sua turma de direito, teve como recompensa o direito ao discurso de orador oficial em sua cerimonia de graduação. Contudo, animus direcionados à sua herança miscigenada levariam seus professores a atrasar duas de suas prova finais no intento de fazê-lo terminar a graduação no tempo predeterminado. Durante seu tempo em Harvard ele fundou os Cavalheiros de Colombo juntamente a outros estudantes católicos. Ele também se tornou fortemente envolvido na luta irlandesa pela independência.
Albizu foi o presidente e porta-voz do Partido Nacionalista Porto-riquenho de 1930 até sua morte em 1965. Devido às suas habilidades oratórias, ele foi saudado como "El Maestro" (O Professor). Foi preso por 26 anos pela tentativa de derrubar o governo estadunidense em Porto Rico.
Em 1950, ele planejou e pediu por levantes armados em diversas cidades em Porto Rico em nome da independência. Depois disso, foi condenado e preso novamente. Morreu em 1965 pouco tempo após receber perdão e liberdade da prisão federal, algum tempo depois sofre um AVC. Há controversas acerca de seu tratamento médico na prisão.

## Juventude e educação
Pedro Albizu Campos nasceu em Tenerías, parte do bairro de Machuelo Abajo em Ponce, Porto Rico, filho de Juana Campos, uma empregada doméstica de ascendência espanhola, africana e também de povos taínos, em 12 de setembro de 1891. Seu pai, Alejandro Albizu Romero, conhecido como ''El Vizcaíno'' (O Biscaíno), era um comerciante basco oriundo de uma família de imigrantes espanhóis que residiram temporariamente na Venezuela. De uma família educada, Albizu era sobrinho do compositor de danza Juan Morel Campos e primo do educador porto-riquenho Dr. Carlos Albizu Miranda. Sua mãe morreu quando ele ainda era jovem, e seu pai não o reconheceu até Albizu ingressar em Harvard.
Albizu se graduou pelo Colégio de Ponce, uma "escola pública para a elite branca da cidade". Em 1912, Albizu foi premiado com uma bolsa de estudos para estudar engenharia, com especialização em química, na Universidade de Vermont. Em 1913 ele se transferiu para a Universidade Harvard, a fim de continuar seus estudos.
Com a eclosão da Primeira Guerra, Albizu voluntariou-se na Infantaria dos Estados Unidos e recebeu como comissão o cargo de Segundo Tenente na Reserva do Exército e foi enviado para a cidade de  Ponce, onde organizou a guarda da cidade. Ele foi convocado para servir no exército regular e enviado para Camp Las Casas para demais treinamentos. Uma vez completo o treinamento, foi designado para o 375º Regimento de Infantaria. O Exército dos Estados Unidos, em ato segregacionista, atribuiu aos porto-riquenhos como reconhecidamente descendentes de africanos como soldados a serem enviados para as unidades "todos os negros'' , assim como o 375º regimento. Oficiais eram homens classificados como brancos, assim como Albizu Campos.

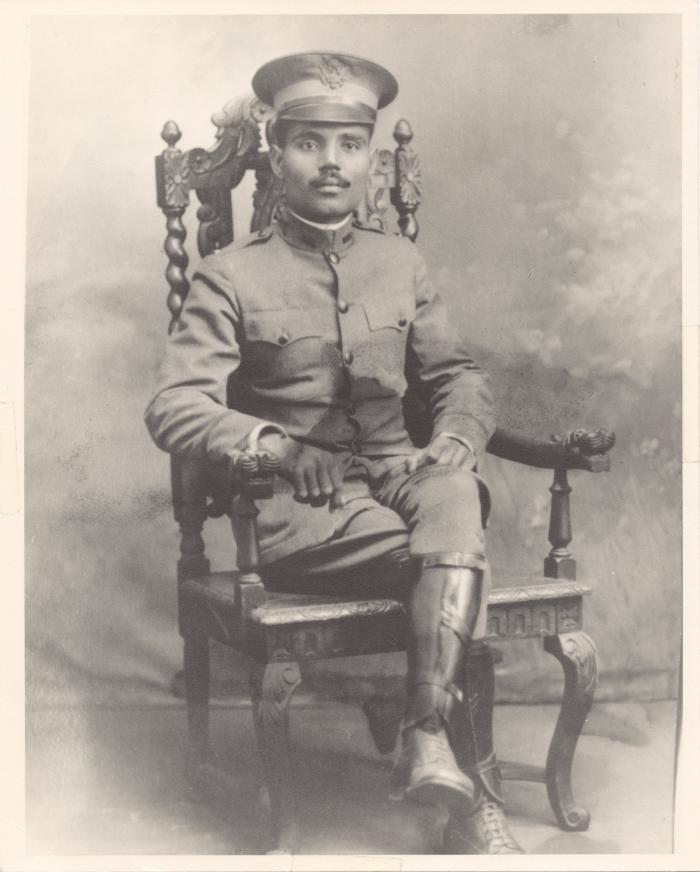
Tenente Pedro Albizu Campos (U.S. Army)

Albizu foi dispensado com honrarias do exército em 1919, com posto de Primeiro Tenente. Contudo, sua exposição ao racismo durante seu tempo no exército estadunidense alterou sua perspectiva na relação de Porto Rico com os Estados unidos, e ele se tornou principal defensor da independência de Porto Rico.
Em 1919, Albizu retornou aos seus estudos em Harvard, onde foi eleito presidente do Clube Cosmopolita de Harvard. Ele se reuniu com estudantes estrangeiros e líderes mundiais tais como Subhas Chandra Bose, líder indiano nacionalista, e o poeta hindu Rabindranath Tagore. Ele tornou-se interessado na causa da Independência da Índia e também ajudou a estabelecer diversos centros em Boston pela Independência da Irlanda. Por meio desse trabalho, Albizu conheceu o líder irlandês Éamon de Valera e se tornou um consultor na elaboração da constituição do Estado Livre Irlandês.
Albizu se graduou pela Faculdade de Direito de Harvard em 1921, enquanto simultaneamente estudava literatura, filosofia, engenharia química e ciência militar em Harvard. Ele era fluente em seis idiomas modernos e duas línguas clássicas: inglês, espanhol, francês, alemão, português, italiano, latim e grego arcaico.
Uma vez graduado em direito, Campos angariou posições de prestígio, incluindo o cargo de secretário no Supremo Tribunal dos Estados Unidos, um posto diplomático no Departamento de Estado dos Estados Unidos, a vice-presidência regional, (região do Caribe) de um sindicato agrícola dos Estados Unidos, e um compromisso de professor efetivo para a Universidade de Puerto Rico.
Em 23 de junho de 1921, Albizu retornou a Porto Rico—mas sem o seu diploma em direito. Ele havia sido vítima de preconceito racial por um de seus professores, o qual atrasou propositalmente seus exames finais do terceiro ano para cursos em Evidência e Corporações. Albizu estava para se graduar com a maior nota média de sua turma inteira de direito. Por essa razão, seria ele a realizar o discurso como Orador em sua despedida durante as cerimônias de formatura. Contudo, seu professor atrasou seus exames, de modo que ele não pôde completar seu trabalho, evitando assim o "constrangimento" de um Orador porto-riquenho.
Albizu deixou os Estados Unidos. Aprovado em duas provas em Porto Rico, em junho 1922 recebeu seu diploma de Direito pelo correio. Passado no exame, foi admitido à barra em Puerto Rico em 11 de fevereiro de 1924.

## Casamento e Família
Em 1922, Albizu casou-se com a Dr. Laura Meneses, uma bioquímica peruana que conhecera em Harvard. Eles tiveram quatro filhos chamados Pedro, Laura, Rosa, Emília e Héctor.

## Contexto histórico
Após aproximadamente 400 anos de dominação colonial sob o Império Espanhol, Porto Rico finalmente recebe sua autonomia colonial em 1898 através da Carta de Autonomía. Essa carta foi assinada pelo Primeiro Ministro Espanhol Práxedes Mateo Sagasta e ratificada pela Corte Espanhola.
Apesar disso, alguns meses depois os Estados Unidos reivindicou a posse da ilha como parte do Tratado de Paris (1898), que encerrava a Guerra Hispano-Americana. A parcela da população que se opôs à aquisição no decorrer dos anos formaram o Partido Nacionalista Porto-Riquenho. Eles partiam do princípio que, de acordo com leis internacionais, o Tratado não concedia autorização à Espanha a ''dar'' o que já não lhe pertencia.
Vários anos após deixar Porto Rico, em 1913 Charles Herbert Allen, o primeiro ex-governador civil estadunidense da ilha se tornou presidente da Companhia Americana de Refino de Açúcar (American Sugar Refining Company,, a maior do mundo no ramo. Em 1915 ele resignou para reduzir suas responsabilidades, mas permaneceu na equipe. Essa companhia, mais tarde fora renomeada para Companhia de Açúcar Domino (Domino Sugar Company). De acordo com o historiador Federico Ribes Tovar, Charles Allen alavancou seu governo em Porto Rico por meio de um controle acionário em toda a economia porto-riquenha.
Em meio aos problemas da Grande Depressão, o movimento nacionalista drenou energia dos ultrajes de Río Piedras (1935) e do Massacre de Ponce (1937). Eles acreditavam que esses eventos mostravam a extensão da violência que o governo, apoiado pelos Estados Unidos, usariam a fim de manter o regime colonialista em Porto Rico. O motivo da violência, especialmente durante a Grande Depressão era bastante simples: os lucros gerados por esse arranjo colonial eram enormes.

## Estados Unidos e expansão na América Latina

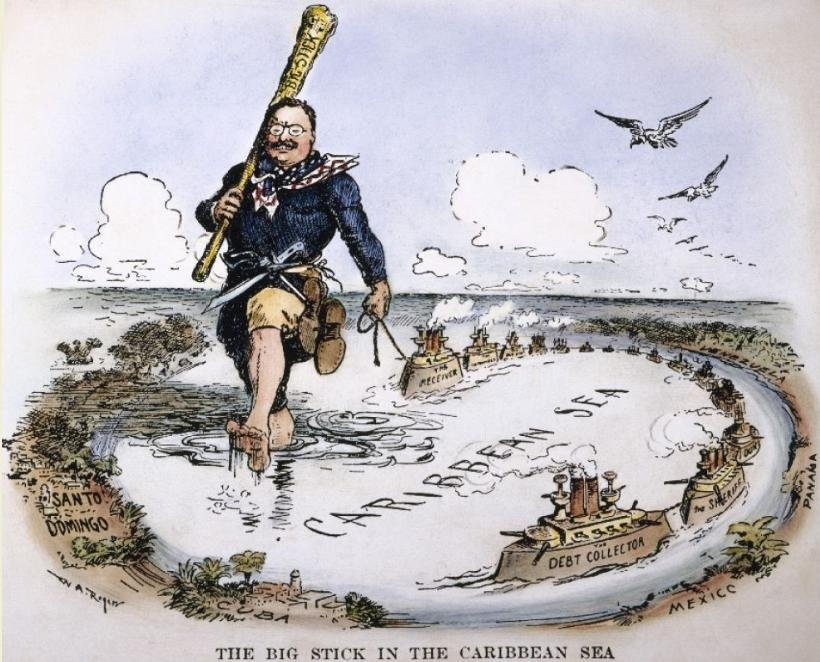
Presidente Roosevelt empunhando um grande porrete, com fins imperialistas, na região do Caribe.

Por volta de 1930, mais de 40% de toda a terra arável em Porto Rico estava convertida em plantações de açúcar, cujas pertenciam inteiramente aos interesses bancários estadunidenses. Esses sindicatos bancários também eram detentores da ferrovia litoral inteira como também do Porto Internacional de San Juan. Essa agressiva propriedade de terras não se limitavam a Porto Rico.
Em 1912 a companhia de bananas Cayumel Banana, uma corporação estadunidense, orquestrou a invasão militar em Honduras ordenando a obtenção de centenas de milhares de acres de terras hondurenhas e exportação isenta de impostos de toda sua cultura de bananas.
Em 1928, a United Fruit Company, uma corporação também estadunidense, se apropriou se 200 mil acres de terras férteis colombianas. Em dezembro desse mesmo ano, seus oficiais suprimiram uma greve de trabalhadores no episódio que ficou conhecido como o Massacre das Bananas, resultando na morte de 1000 pessoas incluindo mulheres e crianças.
Em 1930, a United Fruit possuía mais de 1 milhão de acres de terra na Guatemala, Honduras, Colombia, Panamá, Nicarágua, Costa Rica, México e Cuba. Por volta de 1940, apenas em Honduras, a United Fruit detinha cerca de 50% de toda terra privada do país.
Em 1942, a United Fruit detinha cerca de 75% das terras privadas da Guatemala, além da maioria das rodovias, estações de energia, de telefonia, o único porto voltado para o pacífico e cada quilômetro de malha ferroviária.
O Governo dos Estados Unidos da América apoiou todas essas explorações econômicas, e forneceu "persuasão" militar sempre que necessária. O precedente foi lançado pelo presidente Theodore Roosevelt, que liderou os chamados Rough Riders na batalha da Colina de San Juan durante a Guerra Hispano-Americana de 1898, declarando que "isso é um destino manifesto para uma nação possuir as ilhas situadas nas fronteiras de suas costas", e que "se algum país sul-americano comportar-se mal, ele deveria ser espancado."

## Liderança no Partido Nacionalista de Porto Rico

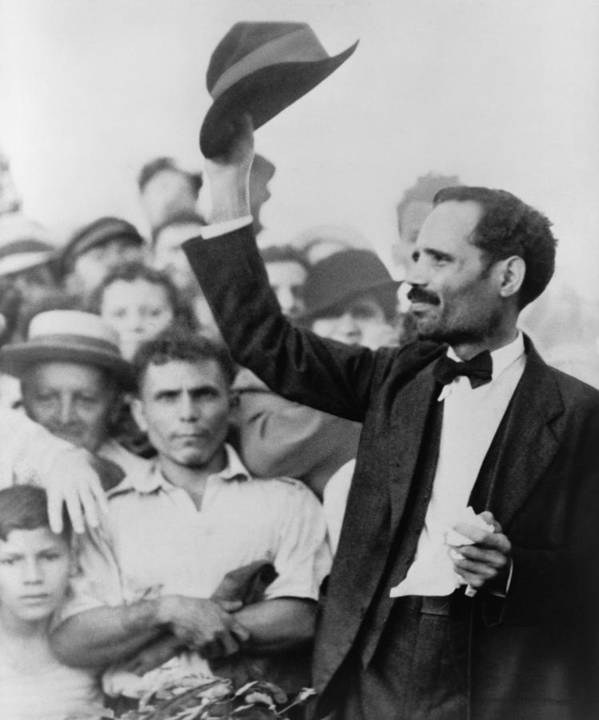
Pedro Albizu Campos em 1936.

Ativistas nacionalistas procuravam a independência dos bancos estrangeiros, proprietários de plantações ausentes e do domínio colonial estadunidense. Assim, eles começaram a se organizar em Porto Rico.
Em 1919, José Coll e Cuchí, um membro do Partido da União de Porto Rico, levou seus seguidores com ele a formarem a Associação Nacionalista de Porto Rico em San Juan, para trabalhar pela independência. Eles então ganharam aprovação legislativa para repatriar os restos de Ramón Emeterio Betances, o patriota porto-riquenho de Paris, França.
Na década de 20, outras duas organizações pró-independência foram formadas na ilha: a Juventude Nacionalista e a Associação de Independência de Porto Rico, a última fundada por José S. Alegría, Eugenio Font Suárez e Leopoldo Figueroa em 1920. No dia 17 de setembro de 1922, essas três organizações políticas uniram forças e formaram o Partido Nacionalista Porto-Riquenho. Coll y Cuchi foi eleito presidente tendo como vice José Alegría (pai de Ricardo Alegría).
Em 1924, Pedro Albizu Campos juntou-se ao partido e foi eleito vice-presidente. Em 1927, Albizu viajou à Santo Domingo (República Dominicana), Haiti, Cuba, México, Panamá, Peru e Venezuela, procurando apoio entre outros latino-americanos para o movimento de independência de Porto Rico.
Em 1930, Albizu e José Coll y Cuchí, presidente do Partido, discordaram de como ele deveria ser liderado. Como resultado, Coll y Cuchí abandonou o Partido retornando ao Partido da União. Em 11 de maio de 1930 Albizu foi eleito presidente do Partido Nacionalista Porto-Riquenho. Ele formou o primeiro Comitê Nacionalista das Mulheres, no município de Vieques, também em Porto Rico.
Após ser eleito presidente, declarou: "Eu nunca acreditei em números. A independência será, ao invés, conquistada pela intensidade daqueles que são devotos à causa do ideal nacionalista". Através do lema, "La Patria es valor y sacrificio" (A Pátria é valor e sacrifício), uma nova campanha de afirmação nacional foi realizada. A visão de sacrifício de Albizu Campos foi integrada com sua fé católica.

## Acusação contra Dr. Cornelius P. Rhoads
Em 1932, Albizu publicou uma carta acusando Dr. Cornelius P. Rhoads, um patologista americano, juntamente com o Instituto Rockefeller, de matar pacientes porto-riquenhos no Hospital Presbiteriano de Porto Rico, como parte de pesquisas médicas. A Campos foi entregue uma carta não enviada por Rhoads, endereçada para um colega, encontrada após este último retornar aos Estados Unidos.
Parte do que que Rhoads escreveu na carta para seu amigo começava com queixas acerca de outra designação de trabalho, que incluíam o trecho a seguir:
"Eu posso conseguir um trabalho muito legal aqui, e sou tentado a fazê-lo. Seria ideal exceto pelos porto-riquenhos. Eles são sem sombra de dúvidas os mais sujos, preguiçosos, degenerados e desonestos dos homens que já habitaram essa terra. Habitar a mesma ilha que eles lhe faz adoecer. Eles são ainda mais inferiores que os italianos. O que a ilha precisa não é de um trabalho de saúde pública, mas uma onda de maré ou algo para exterminar totalmente a população. Então lá se torne, talvez, habitável. Eu fiz o meu melhor e muito além no processo de extermínio matando 8 e transplantando câncer em muitos outros. Essa última não resultou em fatalidades até agora...A questão da consideração pelo bem-estar dos pacientes não significa nada aqui, na verdade, todos os médicos se deleitam com o abuso e a tortura desses infelizes"
Albizu enviou cópias da carta para a Liga das Nações, União Pan Americana, a União Americana pelas Liberdades Civis, jornais, embaixadas, e para o Vaticano. Ele também enviou cópias da carta de Rhoads para a mídia, e publicou sua própria carta no Progresso de Porto Rico. Ele usou a oportunidade para atacar o imperialismo estadunidense, escrevendo:
"O monopólio mercantil é apoiando pelo monopólio financeiro. Os Estados Unidos hipotecaram o país inteiro para seus próprios interesses financeiros. A intervenção militar destruiu a agricultura. Isso transformou o país em uma imensa plantação de açúcar.'' Albizu acusou Rhoads e os Estados Unidos de tentarem exterminar a população nativa, dizendo, "Evidentemente, pessoas submissas próximas ao império norte americano, na sombra de sua bandeira, adoecem e morrem. Esse fato confirma, absolutamente, um sistema de extermínio." Ele foi adiante, "Eles (a Fundação Rockefeller) estão de fato trabalhando em um plano para exterminar nosso povo, inoculando em pacientes infelizes o bastante para ir até eles com vírus de doenças incuráveis, como o câncer.
Um escândalo irrompeu. Rhoads já havia retornado à Nova Iorque. O governador James R. Beverley de Porto Rico e seu procurador-geral Ramón Quiñones, bem como médicos porto-riquenhos Morales e Otero assim chamados, conduziram uma investigação de mais de 250 casos de tratamento durante o período de trabalho de Rhoads no Hospital Presbiteriano. A Fundação Rockefeller também conduziu sua própria investigação. Rhoads disse que escreveu a carta em um momento de raiva após encontrar seu carro vandalizado, e sua intenção era uma "piada" em particular com seu colega. Uma investigação concluiu que sua pesquisa e tratamento aplicado aos porto-riquenhos fora apropriado. Quando a questão foi revista em 2002, novamente nenhuma evidência de maus-tratos médicos foi encontrada. A Associação Americana para Pesquisa do Câncer considerou a carta ofensiva o suficiente para remover o nome de Rhoads de um prêmio estabelecido em honra de sua longa vida no trabalho de pesquisa do câncer.

## Primeiros esforços nacionalistas

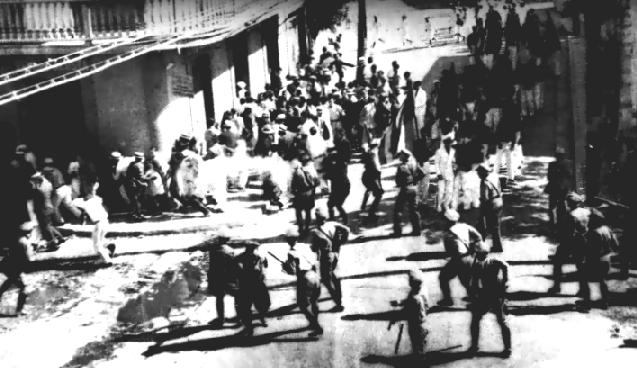
O Massacre de Ponce, 1936. Foto tirada no momento do início dos tiros, pelo jornalista Carlos Torres Morales, a serviço do jornal El Imparcial.

O Partido Nacionalista obteve pobres resultados eleitorais em 1932, mas continuara com sua campanha para unir a ilha com uma pauta de Porto Rico independente. Em 1933, Albizu liderou uma greve contra a Companhia Ferroviária de Porto Rico e a Companhia de Luz e Força (Light and Power Company) pelo alegado monopólio na ilha. No ano seguinte ele representou trabalhadores dos canaviais de açúcar como advogado num processo contra a companhia de açúcar estadunidense.
O movimento nacionalista foi intensificado com a morte de alguns de seus membros pelas mãos da polícia durante os distúrbios na Universidade de Porto Rico em 1935, que ficou conhecido como Massacre de Río Piedras. A força policial foi comandada pelo coronel E. Francis Riggs, um ex-oficial do Exército dos Estados Unidos. Albizu retirou o Partido Nacionalista da política eleitoral, e dizia que não voltaria a participar até os Estados Unidos encerrassem o domínio colonial.
Em 1936, Hiram Rosado e Elías Beauchamp, dois membros dos Cadetes da República, a organização nacionalista jovem, assassinaram Riggs. Após suas respectivas prisões, foram mortos sem julgamento, em um quartel policial em San Juan.
Outros policiais mataram manifestantes e transeuntes em um desfile que ficou conhecido como Massacre de Ponce (1936). Os Nacionalistas acreditavam que tais demonstrações de violências seriam as quais os Estados Unidos estariam preparados para usar a fim de manter o regime colonial em Porto Rico. Os historiadores Manuel Maldonado-Denis e César Ayala acreditavam que o motivo para tamanha repressão, especialmente durante a Grande Depressão, se devia ao fato dos negócios estadunidenses oriundos desse arranjo colonial proporcionarem lucros exorbitantes.

## Primeira prisão
Após esses eventos, em 3 de abril de 1936, um Grande Júri federal apresentou uma acusação contra Albizu, Juan Antonio Corretjer, Luis F. Velázquez, Clemente Soto Vélez e os seguidores dos cadetes: Erasmo Velázquez, Julio H. Velázquez, Rafael Ortiz Pacheco, Juan Gallardo Santiago e Pablo Rosado Ortiz. Eles foram acusados de agitação e outras violações do Título 18 do Código dos Estados Unidos.
A acusação foi embasada a partir de suas responsabilidades na criação dos Nacionalistas e organização dos Cadetes, cujo governo se referia como ''Exército Libertário de Porto Rico''. A acusação dizia que as táticas militares ensinadas aos cadetes tinham o propósito de depor o Governo dos Estados Unidos.  Um juri de sete porto-riquenhos e cinco americanos absolveu os réus por 7 votos a 5.
Contudo, o juiz Robert A. Cooper não aprovou tal veredito. Ele convocou um novo julgamento e novo juri, o qual fora composto por dez americanos e dois porto-riquenhos. Esse segundo juri concluiu que os réus eram culpados.
Em 1937, um grupo de advogados apelaram o caso, mas a Corte de Apelos de Boston, que detinha a competência de recurso, mantiveram o veredito. Albizu Campos e outros nacionalistas foram sentenciados a cumprir pena numa prisão federal em Atlanta, Geórgia.
Em 1939, um congressista estadunidense chamado Vito Marcantonio criticou fortemente os procedimentos, chamando o processo de um "frame-up" (expressão utilizada para descrever um esquema para incriminar algum indivíduo inocente), e "uma das páginas mais negras da história da jurisprudência americana."  Na sua fala Cinco Anos de Tirania, o congressista disse que o juri de Albizu era prejudicial desde o momento em que foram escolhidos a dedo pelo advogado de acusação Cecil Snyder. Segundo Marcantonio, o juri consistia em pessoas "que expressaram publicamente preconceito e ódio voltado aos réus". Ele disse que Snyder havia relatado que o Departamento de Justiça dos Estados Unidoso apoiaria até que ele conseguisse uma condenação".
Marcantonio defendeu os direitos dos porto-riquenhos dizendo, "Contanto que Porto Rico permaneça parte dos Estados Unidos, devem possuir a mesma liberdade e a mesma justiça que nossos antepassados previram a nós. Apenas um completo, incondicional e imediato perdão irá, em uma minúscula dimensão, reparar esse erro histórico."
Em 1943, Albizu Campos adoeceu seriamente e necessitou ser internado no Columbus Hospital of New York. Ele ali permaneceu até aproximadamente o fim de sua sentença. Em 1947, após onze anos de prisão, Albizu foi solto; ele retornou a Porto Rico. Dentro de um curto período de tempo, ele iniciou a preparação de uma luta armada contra os planos estadunidenses de tornar Porto Rico, parte de uma Commonwealth dos Estados Unidos.

## Aprovação da Lei 53
Em 1948, o Senado Porto-Riquenho aprovou a Lei 53, também chamada de Ley de la Mordaza (Lei da Mordaça). Na época, membros do Partido Popular Democrático (PPD), ocupavam a maioria das cadeiras do Senado, e Luis Muñoz Marín presidia a Câmara. .
O Projeto de Lei foi assinada lei em junho de 1948, pelo governador de Porto-Rico nomeado pelos Estados Unidos, Jesús T. Piñero. Ela se assemelhava à Lei Smith, anticomunista, aprovada nos Estados Unidos.
A lei tornou ilegal possuir ou exibir uma bandeira de Porto Rico em qualquer lugar, mesmo dentro da própria casa. Limitava as falas contrárias ao Governo dos Estados Unidos ou a favor da independencia porto-riquenha, e proibira a impressão, publicação, venda ou exibição de qualquer material de teor subversivo com a intenção de paralisar ou destruir o governo insular ou organizar qualquer sociedade, grupo ou assembleia de pessoas com interesse destrutivo em comum. Qualquer um acusado e flagrado desobedecendo a referida lei, poderia ser sentenciado a 10 anos de prisão, uma multa de 10 mil dólares, ou ambos.
Dr. Leopoldo Figueroa, então membro do Partido Estadista Porto-Riquenho, e o único não membro do PPD na Casa de Representatividade de Porto Rico, revelou-se contrario a lei, dizendo que era repressiva e violava diretamente a Primeira Emenda da Constituição dos Estados Unidos, que garantia a liberdade de expressão. Figueroa também notou que, desde que aos porto-riquenhos fosse concedida a cidadania estadunidense, eles estariam abrangidos por estas proteções constitucionais.

## Levantes de 1950 e segunda prisão

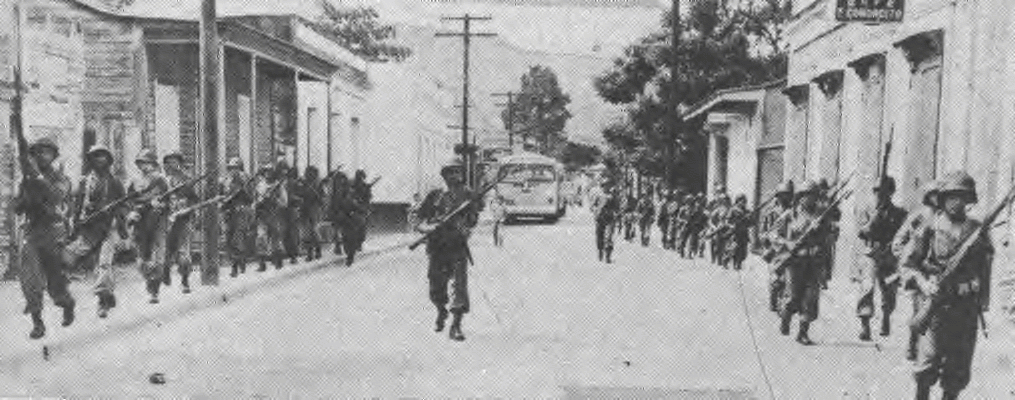
The National Guard occupy Jayuya

Pedro Albizu foi preso novamente após as revoltas de 30 de outubro de 1950, conhecidas como Revoltas Nacionalistas Porto-Riquenhas de 1950, em várias cidades e vilas contrárias à lei estadunidense. Entre as revoltas, destacam-se o Levante de Jayuya, onde um grupo de nacionalistas porto riquenhos, sob a liderança de Blanca Canales, mantiveram controle da vila de Jayuya por três dias; o Levante de Utuado, que culminou no que ficou conhecido como "O Massacre de Utuado" e o ataque em A Fortaleza (a mansão do governador de Porto Rico) durante o ataque nacionalista de San Juan.
Em 31 de outubro, oficiais da polícia e a Guarda Nacional cercaram o Salón Boricua, uma barbearia em Santurce. Acreditando que um grupo nacionalista estava dentro, eles abriram fogo. A única pessoa na barberia era o barbeiro pessoal de Albizu Campos, Vidal Santiago Díaz. Díaz lutou sozinho contra os atacantes durante três horas, e foi baleado com cinco tiros, incluindo um na cabeça. O tiroteio inteiro foi transmitido "ao vivo" via ondas de rádio e foi escutada por toda a ilha. Santiago Díaz, o barbeiro que sobreviveu ao ataque armado da polícia e da Guarda Nacional, se tornou uma lenda por toda Porto Rico.
Durante a revolta, Albizu estava no quartel general na velha San Juan, que também era sua residência. No dia ele estava acompanhado de Juan Mu^noz Matos, Doris Torresola e Carmen Maria  Pérez. Os ocupantes do local estavam cercados pela polícia e a Guarda Nacional que, sem avisar, abriram fogo. Dorris, baleado e ferido, foi levado durante um cessar fogo por Muñoz Matos e Pérez Roque. Alvaro Riviera Walker, um amigo de Pedro Albizu, de algum modo conseguiu chegar até o líder nacionalista. Ele permaneceu com Albizu até o dia seguinte, quando foram atacados com gás. Riviera Walker então levanta bandeira branca anunciando rendição. Todos os nacionalistas, incluindo Albizu, foram presos.
No dia 1º de novembro de 1950, os nacionalistas Oscar Collazo, and Griselio Torresola atacaram a Casa Balir, em Washington, D.C. onde o presidente Harry S. Truman estava durante uma renovação na Casa Branca. Durante o ataque ao presidente, Torrsesola e um policial foram mortos.
Devido a essa tentativa de assassinato, Albizu foi preso imediatamente em sua casa. Após trocar tiros com a polícia, foi preso e condenado a 8 anos de prisão. Durante os dias seguintes, aproximadamente 3 mil apoiadores da independencia foram presos na ilha.

## Lolita Lebrón e a terceira prisão
Albizu foi perdoado em 1953, pelo então governador Luis Muñoz, mas o perdão foi revogado no ano seguinte após os ataques nacionalistas aos Representantes dos Estados Unidos, quando quatro porto-riquenhos, liderados por Lolita Lebrón abriram fogo a partir da galeria do Capitólio, em Washington, D.C..
Embora em complicações de saúde, Pedro Albizu foi preso quando Lolita Lebrón e nacionalistas desfraldaram uma bandeira porto-riquenha e abriram fogo nos membros do 83º Congresso, no dia primeiro de março de 1954 com a intenção de capturar a atenção do mundo inteiro para a causa da independência de Porto Rico. Ruth Mary Reynolds, a Nacionalista americana, foi em defesa de Albizu e dos quatro nacionalistas envolvidos no tiroteio com a ajuda da Liga americana para a Independência de Porto Rico.

## Referencias
1. ↑  Luis Fortuño Janeiro. Album Histórico de Ponce (1692-1963). Page 290. Ponce, Puerto Rico: Imprenta Fortuño. 1963.
2. ↑  Stephen Hunter and John Bainbridge, Jr. American Gunfight: The Plot to Kill Harry Truman--and the Shoot-out that Stopped It, (New York: Simon & Schuster. 2007)
3. ↑  Juan Manuel Carrión, Teresa C. Gracia Ruiz, La Nación Puertorriqueña: ensayos en torno a Pedro Albizu Campos, p. 145
4. 1 2  Luis Fortuño Janeiro. Album Histórico de Ponce (1692-1963). p. 290. Ponce, Puerto Rico: Imprenta Fortuño. 1963.
5. ↑  "Juramentación de Pedro Albizu Campos como Abogado: Regreso de Harvard a Puerto Rico", La Voz de la Playa de Ponce, Edición 132, November 2010. Page 7. A reproduction of a segment from the book Las Llamas de la Aurora: Pedro Albizu Campos, un acercamiento a su biografía, by Marisa Rosado (San Juan, Puerto Rico: Ediciones Puerto. 1991.)
6. ↑  Marisa Rosado, Pedro Albizu Campos: Las Llamas de la Aurora (San Juan, PR: Ediciones Puerto, Inc., 2008), pp. 56-74.
7. 1 2  Boston Daily Globe, November 3, 1950.
8. 1 2  Marisa Rosado, Pedro Albizu Campos: Las Llamas de la Aurora (San Juan, PR: Ediciones Puerto, Inc., 2008), p. 71.
9. ↑  Victor Villanueva. Colonial Memory and the Crime of Rhetoric: Pedro Albizu Campos. 2009. Page 636.
10. 1 2 3  A. W. Maldonado, Luis Muñoz Marín: Puerto Rico's Democratic Revolution, La Editorial, University of Puerto Rico, 2006, p. 85
11. ↑  Federico Ribes Tovar, Albizu Campos" Puerto Rican Revolutionary, p. 17. Note: It says that his father, Alejandro Albizu Romero, known as "El Vizcaíno", was a Basque merchant living in Ponce. His mother, Julia Campos is described as being of Spanish, Indian (Taíno) and African descent.
12. ↑  Puerto Rico's Secret Police/FBI Files on Suspect #4232070, Pedro Albizu Campos., Federal Bureau of Investigation. In, "Freedom of Information - Privacy Acts Section. Office of Public and Congressional Affairs. Subject: Pedro Albizu Campos. File Number 105-11898, Section XIII." Page 38. Retrieved 31 December 2011.
13. ↑  Negroni, Héctor Andrés (1992). Historia militar de Puerto Rico (em espanhol). [S.l.]: Sociedad Estatal Quinto Centenario. ISBN 978-84-7844-138-9
14. ↑  American Gunfight. [S.l.]: Simon and Schuster. 2005. ISBN 0-7432-8195-0. Consultado em 5 de maio de 2009
15. ↑  "Juramentación de Pedro Albizu Campos como Abogado: Regreso de Harvard a Puerto Rico", La Voz de la Playa de Ponce, Edición 132, November 2010. Page 7. A reproduction of a segment from the book Las Llamas de la Aurora: Pedro Albizu Campos, un acercamiento a su biografía, by Marisa Rosado (San Juan, Puerto Rico: Ediciones Puerto. 1991.), p. 74.
16. ↑  "Juramentación de Pedro Albizu Campos como Abogado: Regreso de Harvard a Puerto Rico"[ligação inativa], Periódico La Voz de la Playa de Ponce, November 2010, p. 7
17. ↑  Marisa Rosado, Las Llamas de la Aurora: Pedro Albizu Campos, pp.98-107; Ediciones Puerto, Inc., 2008
18. ↑  Ribes Tovar et al., p.106–109
19. 1 2  Ribes Tovar et al., p.122–144
20. 1 2  Charles H. Allen Resigns", New York Times, 16 June 1915, accessed 2 November 2013
21. ↑  Federico Ribes Tovar; Albizu Campos: Puerto Rican Revolutionary, pp. 122–144, 197–204; Plus Ultra Publishers, 1971
22. 1 2 3 4  Manuel Maldonado-Denis, Puerto Rico: A Socio-Historic Interpretation, pp. 65–83; Random House, 1972
23. 1 2  César J. Ayala; American Sugar Kingdom, pp.221–227; University of North Carolina Press, 1999
24. 1 2  Rich Cohen, The Fish That Ate the Whale. New York: Farrar, Straus & Giroux, 2012, pp. 14–67
25. ↑  Carrigan, Ana (1993). The Palace of Justice: A Colombian Tragedy. [S.l.]: Four Walls Eight Windows. ISBN 0-941423-82-4 p. 16
26. ↑  Bucheli, Marcelo. Bananas and business: The United Fruit Company in Colombia, 1899–2000. [S.l.: s.n.] p. 132
27. ↑  Cohen, p. 174.
28. ↑  Cohen, pp. 75–98, 155–160, 173–212.
29. ↑  Perkins, Dexter (1937), The Monroe Doctrine, 1867–1907, Baltimore Press; p. 333
30. ↑  Roosevelt, Theodore, Theodore Roosevelt: An Autobiography; pub. Macmillan Press, 1913; p. 172
31. ↑  Rosado, Marisa; Pedro Albizu Campos, pp. 127-188; pub. Ediciones Puerto, Inc., 1992; ISBN 1-933352-62-0
32. ↑  Maldonado, A. W. (2004). LMM: Puerto Rico's democratic revolution. [S.l.]: La Editorial, UPR. ISBN 0-8477-0158-1
33. ↑  Bridging the Atlantic. [S.l.]: SUNY Press. 1996. 129 páginas. ISBN 0-7914-2917-2. Consultado em 5 de maio de 2009
34. 1 2  "DR. RHOADS CLEARED OF PORTO RICO PLOT", New York Times, 15 February 1932
35. ↑  Packard, Gabriel. "RIGHTS: Group Strips Racist Scientist's Name from Award", IPS.org, 29 April 2003 21:45:36 GMT
36. ↑  Truman R. Clark. 1975. Puerto Rico and the United States, 1917-1933, University of Pittsburgh Press, pp. 151-154. This has full text of letter.
37. 1 2 3  Starr, Douglas. "Revisiting a 1930s Scandal: AACR to Rename a Prize", Science, Vol. 300. No. 5619. 25 April 2003, pp. 574-5.
38. ↑  "Charge Race Extermination Plot," Porto Rico Progress, 4 February 1932.
39. ↑  Susan E. Lederer, " 'Porto Ricochet': Joking about Germs, Cancer, and Race Extermination in the 1930s", American Literary History, Volume 14. No. 4, Winter 2002, Retrieved 12 December 2012.
40. ↑  «La Masacre de Ponce» (em espanhol). Proyecto Salón Hogar. Consultado em 10 de janeiro de 2010
41. ↑  Federico Ribes Tovar, Albizu Campos" Puerto Rican Revolutionary, pp. 57-62; Plus Ultra Publishers, Inc., 1972
42. ↑  «FBI Files on Puerto Ricans». Consultado em 6 de abril de 2015. Arquivado do original em 24 de setembro de 2015
43. ↑  «"FBI Files"; "Puerto Rico Nationalist Party"; SJ 100-3; Vol. 23; pages 104-134.» (PDF). Consultado em 6 de abril de 2015. Arquivado do original (PDF) em 1 de novembro de 2013
44. ↑  "Nationalist Insurrection of 1950", Write of Fight
45. ↑  Timelines: "The Imprisonment of Men and Women Fighting Colonialism, 1930 - 1940", Puerto Rican Dreams, Retrieved December 9, 2009.
46. ↑  Congressional Record, 76th Cong., 1st Sess., 81:10780 Appendix
47. 1 2 3  Congressional Record, 76th Cong., 1st Sess., 81:10780, (Appendix)
48. ↑  Dr. Carmelo Delgado Cintrón Arquivado em 27 de março de  2012, no Wayback Machine., "La obra jurídica del Profesor David M. Helfeld (1948-2008)", Academia Jurisprudencia, Puerto Rico
49. ↑  «Puerto Rican History». Welcome to Puerto Rico. Consultado em 20 de novembro de 2011
50. 1 2  "Para declarar el día 21 de septiembre como el Día del Natalicio de Leopoldo Figueroa Carreras", Lex Juris, LEY NUM. 282 DE 22 DE DICIEMBRE DE 2006, accessed 8 December 2012
51. ↑  La Gobernación de Jesús T. Piñero y la Guerra Fría
52. ↑  «Premio a Jesús Vera Irizarry». Consultado em 26 de outubro de 2009. Cópia arquivada em 26 de outubro de 2009
53. ↑  The Nationalist Insurrection of 1950
54. ↑  Carlos "Carlitos" Rovira (março de 2012). «Lolita Lebrón, a bold fighter for Puerto Rican independence». S&L Magazine. Consultado em 6 de abril de 2015. Arquivado do original em 9 de novembro de 2007
55. ↑  
«Guide to the Ruth M. Reynolds Papers 1915-1989». Consultado em 6 de abril de 2015. Arquivado do original em 20 de junho de 2010

## Outras leituras
- Acosta, Ivonne, La Mordaza/Puerto Rico 1948-1957. Río Piedras, Puerto Rico, 1987
- Connerly, Charles, ed. Dr. Pedro Albizu Campos, Vieques Times, Puerto Rico, 1995
- Corretjer, Juan Antonio, El Líder De La Desesperación, Guaynabo, Puerto Rico, 1978
- García, Marvin, Dr. Pedro Albizu Campos, National Louis University
- Torres Santiago, José M., 100 Years of Don Pedro Albizu Campos